# Басе деј Чезани (Торино)
Басе деј Чезани је насеље у Италији у округу Торино, региону Пијемонт.
Према процени из 2011. у насељу је живело 15 становника. Насеље се налази на надморској висини од 419 м.